# Torneo Rio-San Paolo 1964
Il Torneo Rio-San Paolo 1964 (ufficialmente in portoghese Torneio Rio-São Paulo 1964) è stato la 16ª edizione del Torneo Rio-San Paolo.

## Formula
Le 10 squadre partecipanti si affrontano in partite di sola andata. Vince il torneo la squadra che totalizza più punti.

## Partecipanti
| Squadra       | Città          | Stato          |
| ------------- | -------------- | -------------- |
| Bangu         | Rio de Janeiro | Rio de Janeiro |
| Botafogo      | Rio de Janeiro | Rio de Janeiro |
| Corinthians   | San Paolo      | San Paolo      |
| Flamengo      | Rio de Janeiro | Rio de Janeiro |
| Fluminense    | Rio de Janeiro | Rio de Janeiro |
| Palmeiras     | San Paolo      | San Paolo      |
| Portuguesa    | San Paolo      | San Paolo      |
| San Paolo     | San Paolo      | San Paolo      |
| Santos        | Santos         | San Paolo      |
| Vasco da Gama | Rio de Janeiro | Rio de Janeiro |

## Risultati
| Casa/Trasferta | BAN | BOT | COR | FLA | FLU | PAL | POR | SPA | SAN | VAS |
| -------------- | --- | --- | --- | --- | --- | --- | --- | --- | --- | --- |
| Bangu          |     |     |     |     | 2-1 | 1-2 |     | 2-0 |     | 2-1 |
| Botafogo       | 5-0 |     | 3-1 | 2-1 | 2-0 |     | 2-0 |     | 1-3 |     |
| Corinthians    | 1-1 |     |     | 1-2 | 2-1 |     | 2-2 | 3-0 |     |     |
| Flamengo       | 0-0 |     |     |     | 1-1 |     | 1-1 |     | 3-2 | 3-1 |
| Fluminense     |     |     |     |     |     | 2-2 |     | 3-3 | 0-1 |     |
| Palmeiras      |     | 3-4 | 2-1 | 1-1 |     |     | 3-1 | 3-0 |     | 2-3 |
| Portuguesa     | 2-2 |     |     |     | 0-0 |     |     | 3-1 | 5-2 | 3-3 |
| San Paolo      |     | 0-2 |     | 2-0 |     |     |     |     |     |     |
| Santos         | 2-1 |     | 3-0 |     |     | 2-1 |     | 4-1 |     | 2-0 |
| Vasco da Gama  |     | 1-0 | 0-1 |     | 0-0 |     |     | 1-1 |     |     |

## Classifica
| Pos. | Squadra       | Pt | G | V | N | P | GF | GS | DR  |
| ---- | ------------- | -- | - | - | - | - | -- | -- | --- |
| 1.   | Botafogo      | 14 | 9 | 7 | 0 | 2 | 21 | 9  | +12 |
| 1.   | Santos        | 14 | 9 | 7 | 0 | 2 | 21 | 12 | +9  |
| 3.   | Palmeiras     | 10 | 9 | 4 | 2 | 3 | 19 | 15 | +4  |
| 3.   | Flamengo      | 10 | 9 | 3 | 4 | 2 | 12 | 11 | +1  |
| 5.   | Bangu         | 9  | 9 | 3 | 3 | 3 | 11 | 14 | -3  |
| 5.   | Portuguesa    | 9  | 9 | 2 | 5 | 2 | 17 | 16 | +1  |
| 7.   | Corinthians   | 8  | 9 | 3 | 2 | 4 | 12 | 14 | -2  |
| 8.   | Vasco da Gama | 7  | 9 | 2 | 3 | 4 | 10 | 14 | -4  |
| 9.   | Fluminense    | 5  | 9 | 0 | 5 | 4 | 8  | 13 | -5  |
| 10.  | San Paolo     | 4  | 9 | 1 | 2 | 6 | 8  | 21 | -13 |

## Finale
| Arbitro: | Zanferrari |

| |            | |
| Jairzinho 20’ Roberto Miranda 40’, 43’ | Marcatori  | 49’, 70’ Coutinho |
| · Manga P · Mura D · Zé Carlos D · Paulistinha D · Rildo D · Élton C · Gérson C · Garrincha A · Mário Zagallo A · Jairzinho A · Adevaldo D · Arlindo A · Roberto Miranda A | Formazioni | · P Gilmar · D Ismael · D Modesto · D Haroldo · C Lima · D Geraldino · C Zito · C Mengálvio · A Peixinho · A Toninho Guerreiro · A Coutinho · A Pelé · A Pepe |
| Geninho | Allenatori | Lula |

Non essendo disponibili date per disputare la finale di ritorno, la FPF e la FFERJ decisero di dichiarare campioni entrambe le squadre che avevano concluso il torneo al primo posto.

## Classifica marcatori
| Gol |  |  | Giocatore        | Squadra     |
| --- |  |  | ---------------- | ----------- |
| 11  |  |  | Coutinho         | Santos      |
| 9   |  |  | Servílio         | Palmeiras   |
| 7   |  |  | Aírton Beleza    | Flamengo    |
| 7   |  |  | Jairzinho        | Botafogo    |
| 6   |  |  | Henrique Pereira | Portuguesa  |
| 4   |  |  | Arlindo          | Botafogo    |
| 4   |  |  | Gérson           | Botafogo    |
| 4   |  |  | Ivair            | Portuguesa  |
| 4   |  |  | Pepe             | Santos      |
| 4   |  |  | Silva Batuta     | Corinthians |